# Фридман, Хенрик
Хенрик Фридман или Генрих Фридман (пол. Henryk Friedman; 1903, Львов — предположительно, 1942) — польский и советский шахматист.
В 1926—1934 годах Фридман выиграл семь раз подряд чемпионат Львова.
В составе сборной Польши бронзовый призёр 6-й Олимпиады (1935) в Варшаве и серебряный призер неофициальной шахматной олимпиады 1936 г. (также завоевал серебряную медаль в личном зачете).
Победитель Требич-турнира (Вена, 1936 г.)
Он был одним из сильнейших игроков по переписке: в первом польском чемпионате занял второе место. В 1934 году стал одним из основателей польской шахматной ассоциации.
После присоединения Львова к СССР выступал в советских соревнованиях.
Предположительно, погиб в нацистском концлагере.

## Спортивные достижения
| Год  | Город   | Турнир                                                                         | +  | −  | =  | Результат | Место                             |
| ---- | ------- | ------------------------------------------------------------------------------ | -- | -- | -- | --------- | --------------------------------- |
| 1926 | Варшава | 1-й чемпионат Польши                                                           | 5  | 10 | 2  | 6 из 17   | 14                                |
| 1927 | Лодзь   | 2-й чемпионат Польши                                                           | 4  | 9  | 1  | 4½ из 14  | 13                                |
| 1935 | Варшава | 3-й чемпионат Польши                                                           | 10 | 4  | 2  | 11 из 16  | 2—4                               |
|      | Варшава | 6-я Олимпиада (сборная Польши, 4-я доска)                                      | 5  | 2  | 5  | 7½ из 12  | Команда — 3-я                     |
| 1936 | Мюнхен  | Неофициальная шахматная олимпиада (сборная Польши, 5-я доска)                  | 11 | 0  | 9  | 15½ из 20 | Команда — 2-я, 2-е место на доске |
|      | Вена    | Требич-турнир                                                                  | 9  | 1  | 5  | 11½ из 15 | 1                                 |
| 1937 | Юрата   | 4-й чемпионат Польши                                                           | 4  | 5  | 12 | 10 из 21  | 12                                |
| 1940 | Киев    | Полуфинал 12-го чемпионата СССР                                                | 2  | 7  | 7  | 5½ из 16  | 16                                |
| 1940 | Львов   | Показательный турнир с участием сильнейших шахматистов Львова и Украинской ССР |    |    |    |           |                                   |